# Dipsadoboa underwoodi
Dipsadoboa underwoodi là một loài rắn trong họ Rắn nước. Loài này được Rasmussen miêu tả khoa học đầu tiên năm 1993.